# Llanura de Jiri
La llanura aluvial de Jiri  es un área de grava que se extiende al sur del emirato de Ras al-Jaimah, el este de Sharjah y el oeste de Fuyaira, en los Emiratos Árabes Unidos. El área tiene unos 25 km de largo y 12 de ancho, y se podría considerar situada entre las ciudades de Khatt y Habhab al norte; Adhen al este y Dhaid al sur. Al oeste, la llanura está rodeada por dunas de arena.
El suelo de la llanura aluvial de Jiri está oscurecido por los sedimentos arrastrados por las aguas estacionales de las montañas, lo que ayuda a definir su carácter rico y arcilloso y su alto contenido de carbonato (de la corriente de piedra caliza del Cretácico). El llano está densamente poblado por acacias (Acacia tortilis) y árbol del ghaf (Prosopis cineraria), así como por tamariscos y otras variedades resistentes al clima árido.
Bajo esta gran llanura aluvial de Jiri discurren varios profundos acuíferos que permiten surtir de agua a los pozos de numerosas granjas y explotaciones agrícolas de la zona, que a su vez tratan de aprovechar la escorrentía mediante la construcción de balsas y surcos artificiales que deriven las aguas hacia sus respectivas plantaciones.
Jiri, junto con las llanuras de Dhaid y Madam, contiene algunas de las tierras más fértiles y productivas de los E.Á.U.

## Población
La población asentada en esta zona, según John Gordon Lorimer en su publicación Gazetteer of the Persian Gulf, Oman and Central Arabia (1915), era de unos 1.000 habitantes, en su mayoría miembros de las tribus de Awanat, Mazari, Naqbiyin, Sharqiyin (en el área de Wadi Ham) y algunos zaabíes. El área albergaba a los beduinos de Ghafalah, Bani Qitab y la sección Khawatir de los Na'im, que habían sido empujados al norte por sus rivales, los Bani Kaab.